# Ganswindt (cràter)
Ganswindt és un cràter d'impacte que es troba a la cara oculta de la Lluna, prop del pol sud. S'insereix a l'exterior del sud-oest de l'enorme plana emmurallada del cràter Schrödinger. Ganswindt se superposa en part al cràter de menor grandària Idel'son cap al sud.

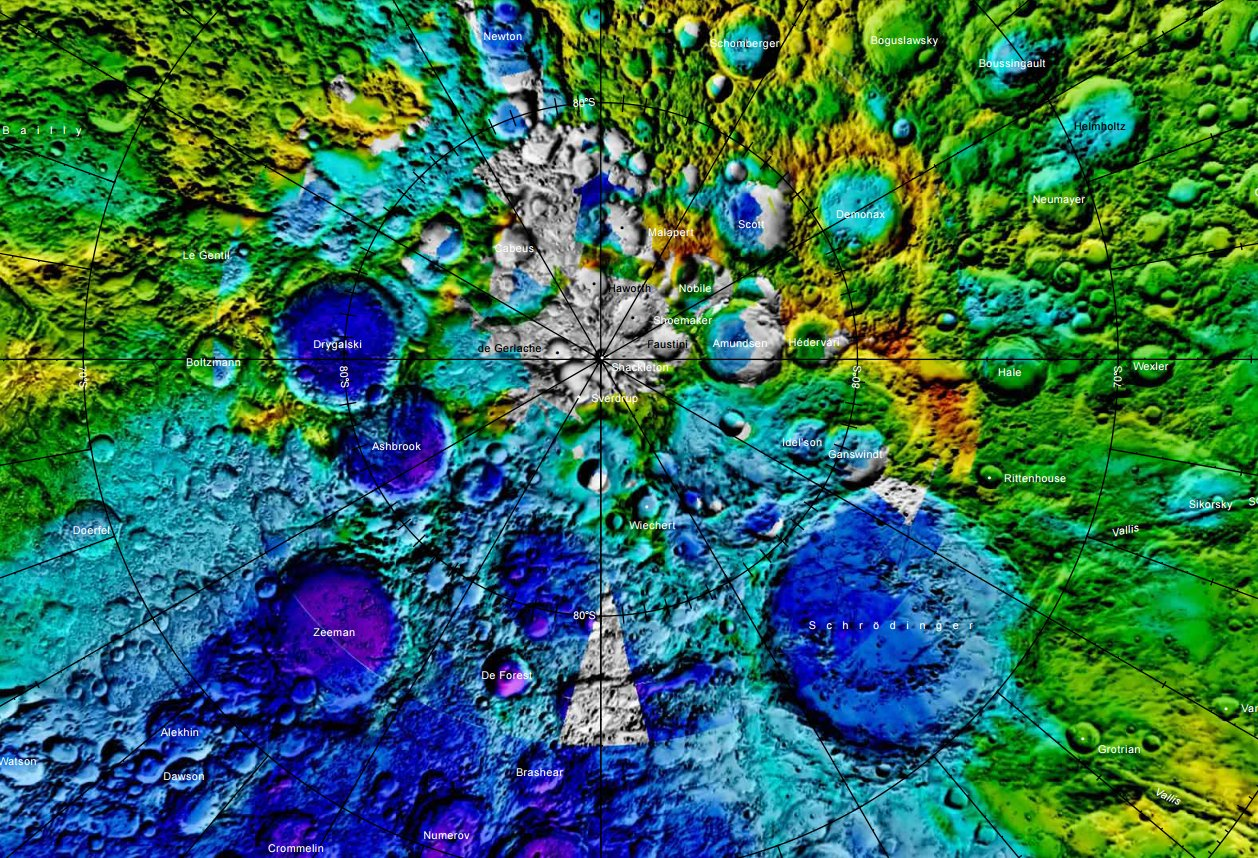
Localització de Ganswindt (centre dreta de la imatge)
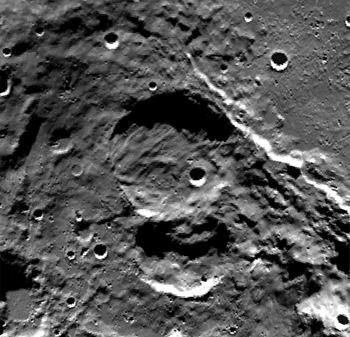
Fotografia de la missió Clementine (1994)

La vora de Gandswindt és més o menys circular, però un tant irregular, sobretot en l'extrem sud. Gran part del sòl interior està cobert de roques desiguals, amb un petit cràter a la secció sud-est. A causa que la llum del Sol entra en el seu interior en un angle baix, la part nord de la planta està gairebé sempre coberta d'ombra, ocultant el terreny del cràter.
El cràter va ser nomenat en honor d'Hermann Ganswindt (1856-1934), pioner de l'aviació que va proposar per primera vegada vehicles de reacció per als viatges espacials en 1881. També va proposar el temps com una quarta dimensió.